# 津風呂ダム
津風呂ダム（つぶろダム）は、奈良県吉野郡吉野町大字河原屋地先、一級河川・紀の川水系津風呂川に建設されたダムである。

## 沿革
「吉野川分水」構想は、水利権を巡る和歌山県との対立によって容易に決定できず、数度にわたる水紛争にまでもつれこんだ。奈良盆地は大きな河川が無く、水の確保が極めて難しい地域であり、他地域が豊作でも奈良盆地だけは不作という矛盾した状況が江戸時代まで続いていた。
一方、水が豊富に見える和歌山県も、夏季に雨が集中する為に夏季の渇水は致命的であった。安定した水供給はかつて氾濫原だった地域の新田が中心であり、高台や川から離れた地域の水需要は悪く、奈良盆地と同様ため池による確保を行っていた。
戦後、限りなく逼迫した食糧事情を解決する為には農地開拓による食糧増産以外には無く、所管官庁である農林省（現・農林水産省）は1947年（昭和22年）より『国営農業水利事業』を全国で展開した。紀の川流域においても長年の懸案であった「吉野川分水」の実現へ向けた動きが行われたが、奈良県・和歌山県双方が納得する事業でなければ分水の実現性はゼロに等しかった。そこで建設省（現・国土交通省）が熊野川に建設を予定していた猿谷ダムを利用して熊野川の河水を紀の川に導水、補填する事でようやく奈良県への分水が実現する事となった。
これが1949年（昭和24年）に策定された『十津川・紀の川総合開発事業』であり、紀の川本川に大迫ダム、貴志川筋に山田ダムを建設して農業用水を確保する事としたが、同時に計画されたのが津風呂ダムであり、吉野町宮滝付近で紀の川に合流する津風呂川下流に建設が計画された。

## 概要
ダムは1954年（昭和29年）より建設が開始された。ダム建設に伴い72戸の住民が移転を余儀無くされたが、「吉野川分水」の必要性を十分すぎるほど理解していた住民は最終的には故郷を離れる苦渋の決断を行った。一部の住民は、平城村大字山陵（戦後の市町村合併により奈良市に編入され、現在の奈良市山陵町）にあった奈良競馬場跡地に移住し、同地に「津風呂町」地区を拓いた。1962年（昭和37年）にダムは完成し、奈良盆地に水を供給し始める。
ダムは堤高54.3mの重力式コンクリートダムである。利水専用の多目的ダムで、洪水調節機能は持たない。紀の川・津風呂川合流点より下流にある下渕頭首工より取水した水が幹線水路を通って奈良県北部に送水される。奈良盆地の農地に対する新規灌漑用水供給と、奈良市・生駒市・大和郡山市・天理市・桜井市・宇陀市・香芝市・大和高田市・橿原市・葛城市・御所市の11市と北葛城郡・生駒郡・高市郡の15町村に上水道を供給することが目的である。この後1973年（昭和48年）には大迫ダムが完成して水供給はさらに補強され、2009年（平成21年）に大滝ダムが完成すると、安定した水供給は更に確実性を帯びる。なお、奈良県北部は淀川水系からも導水を行っており、室生ダム（宇陀川）より初瀬水路を経て大和川に上水道用水を導水している。

## 津風呂湖

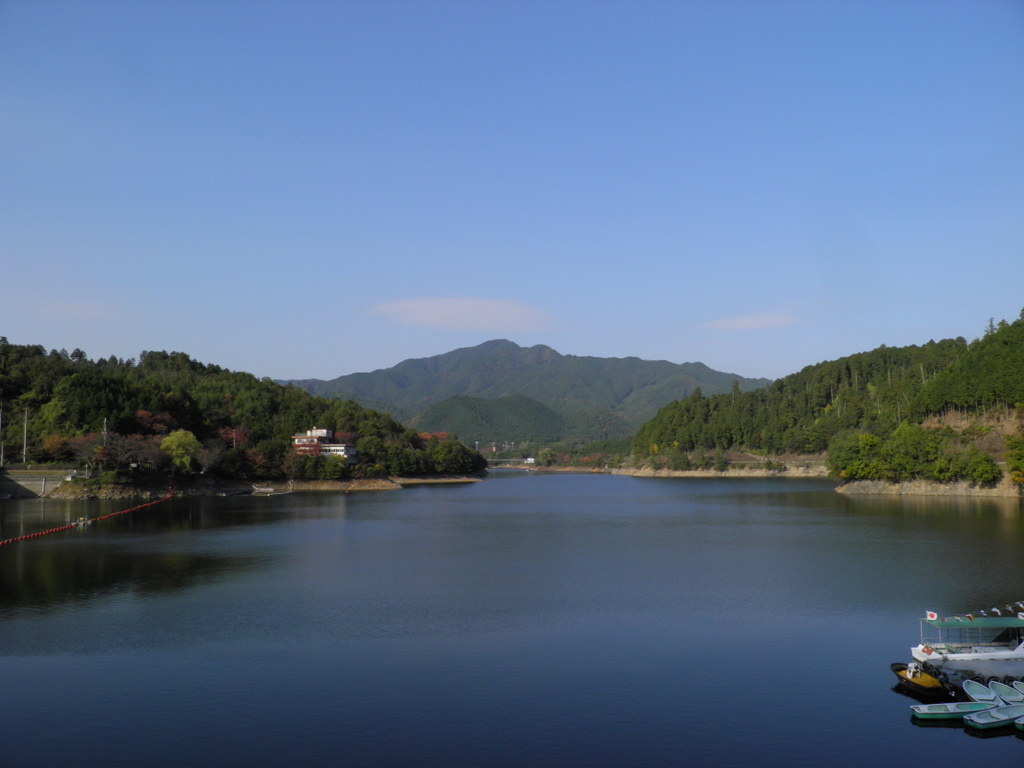
ダム事務所近くの駐車スペースより見る津風呂湖。奥に見える山は竜門岳、最奥の方に湖面に架かる吊り橋は平尾の吊り橋

津風呂ダムによって出現した人造湖は津風呂湖（つぶろこ）と名付けられた。紀伊山地を除く奈良県内では初めての大きな湖沼である。
津風呂湖は海のない奈良県内で初めて湖上遊覧船が就航した湖でもある。毎年3月15日から11月末までの期間は遊覧船による湖上一周が可能であり、春の桜・新緑や秋の紅葉が美しい。1972年（昭和47年）には奈良県によって吉野川津風呂県立自然公園に指定され、湖を中心に周辺は観光地として整備されている。道路の走っていない北岸は近畿自然歩道としてなっている。湖には南岸と北岸とを結ぶ3つの歩行者専用吊り橋（自転車も可）があり、平尾の吊り橋（長さ約149m）、入野の吊り橋（長さ約85m）、山口の吊り橋（長さ約76m、現在通行止め）と呼ばれる。これらは近年まで、久しく手入れもされず放置されていたが、現在、近畿自然歩道沿いに新しい道路が建設されている。付近には津風呂湖温泉の他、『三代実録』で859年に正五位下を賜ったという記録が残り、本居宣長も参詣した吉野山口神社や、松尾芭蕉が『笈の小文』で訪れ俳句を詠んだ龍門の滝があり、句碑が残されている。
また津風呂湖は、関西では特に有名な釣りスポットでもある。特にヘラブナについては、関西におけるダム湖でのヘラブナ釣り発祥の地である。複雑な湖岸線は絶好の棲み処でもあり、ヘラブナの他にコイやブラックバスのスポットとして、休日には多くの釣り客が訪れる。ブラックバスについては2005年（平成17年）にバスフェスティバルが行われるなど盛況である。津風呂湖ではボートでの釣りを行えるが、ダム堤体付近での釣りは厳禁となっている。

## アクセス
公共交通機関
- 近鉄吉野線・大和上市駅下車。奈良交通バスで「湯盛温泉杉の湯行き」に乗り「津風呂湖口バス停」で下車（約8分）。バス停よりダムまで徒歩で約40分（2.8km）。

自動車
- 和歌山市・橋本市方面からは国道169号を川上村方面へ、途中「津風呂湖入口」交差点を左折し奈良県道258号線を進むとダムに出る。
- 伊賀市・宇陀市方面からは国道370号を吉野方面に南下し、三茶屋の交差点を右折し奈良県道28号線を進み、国道169号に抜けるか、そのまま直進し入野から奈良県道256号線に入るとダム湖沿岸を走る（案内板あり）。また平尾の交差点（信号あり）を左折するとダム湖沿岸を北から入ることができる。

なお、県道256号線およびダム湖周辺を通る道は基本1車線である。また平日に入野から入ると途中にある採石場などから来るダンプと出会うことがあるので、注意が必要である。